# Траян Фугер фон Кирхберг и Вайсенхорн
Траян Фугер фон Кирхберг-Вайсенхорн (на немски: Trajan Fuger von Kirchberg und Weissenhorn, Herr von Untersulmentingen; * 17 февруари 1571; † 30 юли 1609 в Унтерзулментинген) е фрайхер от род Фугер фон Кирхберг-Вайсенхорн, господар на Унтерзулментинген (част от Лаупхайм) в Баден-Вюртемберг (1575 – 1609).
Той е син на търговеца, библиофил и хуманист фрайхер Йохан Якоб Фугер фон Кирхберг и Вайсенхорн (1516 – 1575), кмет на Аугсбург, и втората му съпруга Сидония фон Колау-Ватцлер († 19 август 1573), дъщеря на Георг фон Колаус-Ватцлер и Пракседис фон Нойхауз.
Брат е на Алексиус (1562 – 1623), господар на Аделсхофен, Албрехт (1565 – 1624), Йоахим (1569 – 1627), господар на Тауфкирхен, Алтенердинг, Константин I (1569 – 1627), господар на Циненберг, и Матиас (1572 – 1603). Полубрат е на Зигмунд (1542 – 1600), епископ на Регенсбург (1598 – 1600), и Северин (1551 – 1601), господар на Швабмюнхен.
Траян Фугер умира на 38 години на 30 юли 1609 г. в Унтерзулментинген (част от Лаупхайм) и е погребан в Хегбак.

## Фамилия
Траян Фугер фон Кирхберг-Вайсенхорн се жени на 8 ноември 1596 г. за фрайин Регина фон Фрайберг († сл. 1606), дъщеря на фрайхер Ханс Георг фон Фрейберг-Ахщетен (1540 – 1568) и фрайин Сабина фон Фрайберг-Айзенберг-Раунау-Хюрбел-Халденванг (* 1540). Те имат пет деца, пораства само една дъщеря:
- Александер (*/† 1607)
- Мария Сабина (1598 – 1600)
- Мария Якоба (*/ † 1599)
- Карл (* 1600)
- Юлиана Сидония (* 13 януари 1604; † 29 август сл. 1632), омъжена 1632 г. за граф Якоб Фугер фон Кирхберг и Вайсенхорн (* 1606; † 1632 в битка при Фюрт), син на граф Йохан Фугер Стари фон Кирхберг-Вайсенхорн, господар на Бабенхаузен (1583 – 1633) и графиня Мария фон Хоенцолерн-Зигмаринген (1586 – 1668)[2]
- Александер (*/† 1607)